# José Luis Sureda
José Luis Sureda Carrión (Palma de Mallorca, 1923-Palma de Mallorca, 10 de junio de 2024) fue un economista, catedrático y centenario español. 

## Biografía
Se licenció en Derecho en la Universidad de Barcelona (1943). Catedrático de Economía Política y Hacienda Pública de la Facultad de Derecho de la Universidad de Barcelona (1953), donde  impulsó la creación de la Facultad de Ciencias Económicas. Fue vicepresidente de la Comisión de Traspasos Estado-Generalitat (1978) y presidente de Caixa Catalunya (1982-1984). Fue consejero del Banco de España (1985-1994).
Jugó un notable papel como formador de importantes generaciones de economistas de Cataluña. Fue miembro del Consejo General de Universidades de España y vicerrector de la Universidad de Barcelona. 

## Premios y distinciones
- Colegiado de honor por el Colegio de Economistas de Cataluña (1988)
- Cruz de Sant Jordi (2004)
- Doctor honoris causa por la Universidad de las Islas Baleares (2016).[3]

## Obras
- Apuntes para la historia de la marina de vela mallorquina en los siglos XVIII y XIX (1940) y sus colaboraciones en "Anales de Economía" (1947)
- La hacienda castellana y los economistas del siglo XVII (1949)
- Le trésor et le financement de l'économie publique (1959)
- El caso de Barcelona Traction (1959)
- Fantasía y Realidad en el Expolio de Barcelona Traction: Apunte para una Biografía de Juan March Ordinas (2015)